# Backstreet Boys (album)

Backstreet Boys er den internationale debutalbum fra popgruppen Backstreet Boys . Albummet blev udgivet i Europa , Asien , Canada og i et par andre steder. Albummet var en succes, da det blev en af de største debutalbum nogensinde og indeholder en række af bandets mest mindeværdige singler. 
Udgivelses-datoen for pladen er noget omdiskuteret, da nogle kilder  har noteret at den pladen udkom i 1995, og andre i 1996. Forvirring kan skyldes frigivelsen af de forskellige versioner af pladen på forskellige markeder. Officielle rapporter for de europæiske lande, herunder Tyskland ,  Schweiz , og Østrig, hvor udgivelsesdatoen var d. 6. maj 1996.

## Trackliste
| Nummer | Titel                              | Sangskriver(e)                                                                             | Længde |
| ------ | ---------------------------------- | ------------------------------------------------------------------------------------------ | ------ |
| 1.     | We've Got It Goin' On              | Denniz PoP, Max Martin og Herbie Crichlow                                                  | 3:41   |
| 2.     | Anywhere for You                   | Gary Baker og Wayne Perry                                                                  | 4:42   |
| 3.     | Get Down (You're the One for Me)   | Bulent Aris og Toni Cottura                                                                | 3:52   |
| 4.     | I'll Never Break Your Heart        | Albert Manno og Eugene Wilde                                                               | 4:48   |
| 5.     | Quit Playing Games (With My Heart) | Martin og Crichlow                                                                         | 3:53   |
| 6.     | Boys Will Be Boys                  | Veit Renn og Jolyon Skinner                                                                | 4:05   |
| 7.     | Just to Be Close to You            | Tim Grant, Michael Gray                                                                    | 4:49   |
| 8.     | I Wanna Be with You                | Denniz PoP og Martin                                                                       | 4:05   |
| 9.     | Every Time I Close My Eyes         | Eric Foster White                                                                          | 3:55   |
| 10.    | Darlin                             | Timmy Allen og Nneka Morton                                                                | 5:32   |
| 11.    | Let's Have a Party                 | C.J. Trevett, Dave McPherson, Jeff Sledge, Kenyatta Galbreth, Kenneth Gamble, og Leon Huff | 3:50   |
| 12.    | Roll With It                       | Renn, og Skinner                                                                           | 4:41   |
| 13.    | Nobody but You                     | Denniz PoP, Martin, og Crichlow                                                            | 3:03   |